# Brahmina sakishimana
Brahmina sakishimana är en skalbaggsart som beskrevs av Shuhei Nomura 1965. Brahmina sakishimana ingår i släktet Brahmina och familjen Melolonthidae. Inga underarter finns listade.